# Passage berrichon
Pour les articles homonymes, voir Berrichon (homonymie).

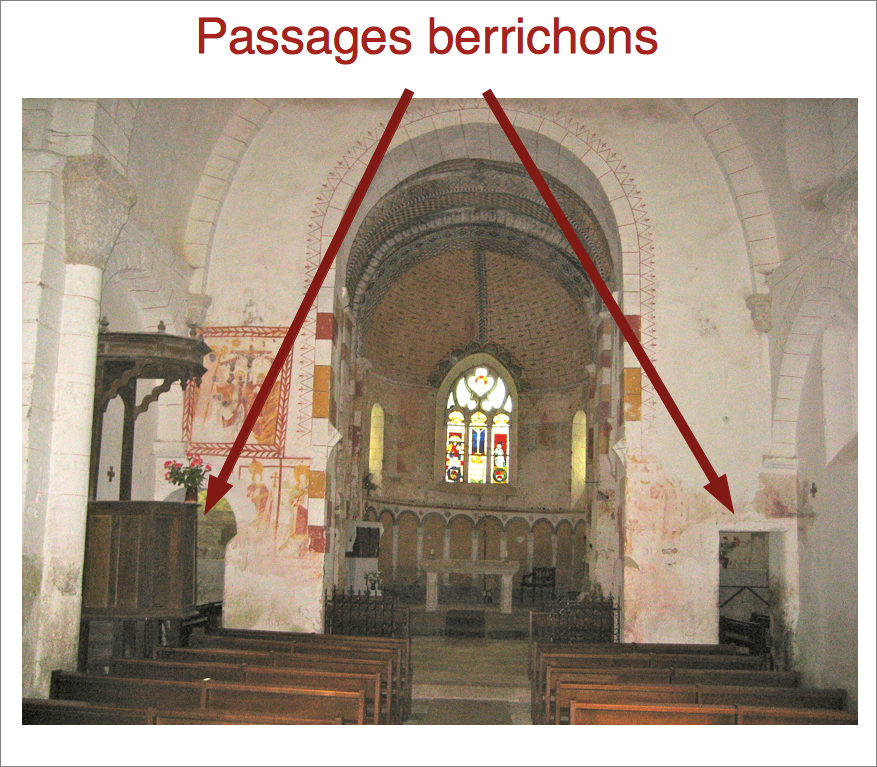
Vue de la nef de l'église Saint-Georges de Saint-Jeanvrin. Les passages berrichons sont fléchés.

Dans l'architecture romane, un passage berrichon est une ouverture latérale dans le mur diaphragme séparant la nef du chœur.  
Lorsque l'ouverture centrale dans ce mur n'est pas très grande, comme fréquemment dans les églises romanes, on observe parfois deux ouvertures supplémentaires, une de chaque côté de l'ouverture centrale : ce sont ces ouvertures qui sont appelées les passages berrichons. On les rencontre dans le Berry, d'où leur appellation, mais aussi dans les régions voisines (Bourbonnais, Marche, Poitou).  
Lorsque l'église suit le plan d'une église romane à nef unique et à chapelles latérales, les passages berrichons sont induits naturellement par la largeur de la nef, supérieure à celle du transept. Ils permettent la circulation des personnes dans les bras du transept, et l'accès aux absidioles. 

## Quelques exemples de passages berrichons

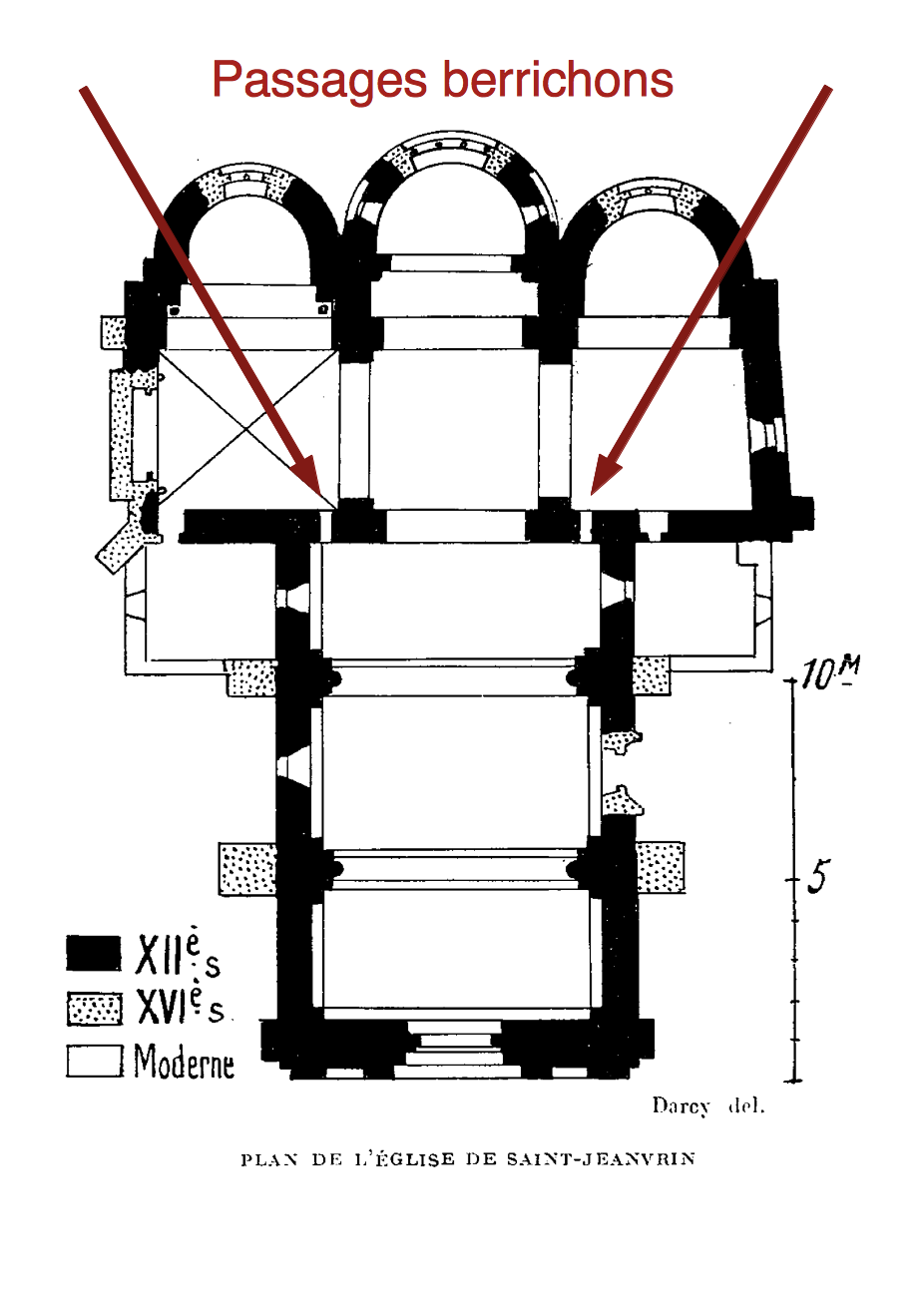
Plan de l'église Saint-Georges de Saint-Jeanvrin. Les passages berrichons sont fléchés.

- Église Saint-Georges à Saint-Jeanvrin[1].
- Église Notre-Dame à La Berthenoux[2].
- Église Notre-Dame à Gargilesse-Dampierre[3].
- Église Saint-Martin de La Motte-Ternant[4].
- Église Saint-Michel de Chârost[5].
- Église Saint-Hilaire à Saint-Hilaire-en-Lignières.

Il y en a une vingtaine dans le Berry ; il en existe ailleurs, mais plus rarement, comme à Saint-Pierre de Montluçon, à Hyds et à Huriel (Allier), à Loches (Indre-et-Loire), à Cercy-la-Tour (Nièvre), à Saint-Martin-des-Champs (Paris), etc.

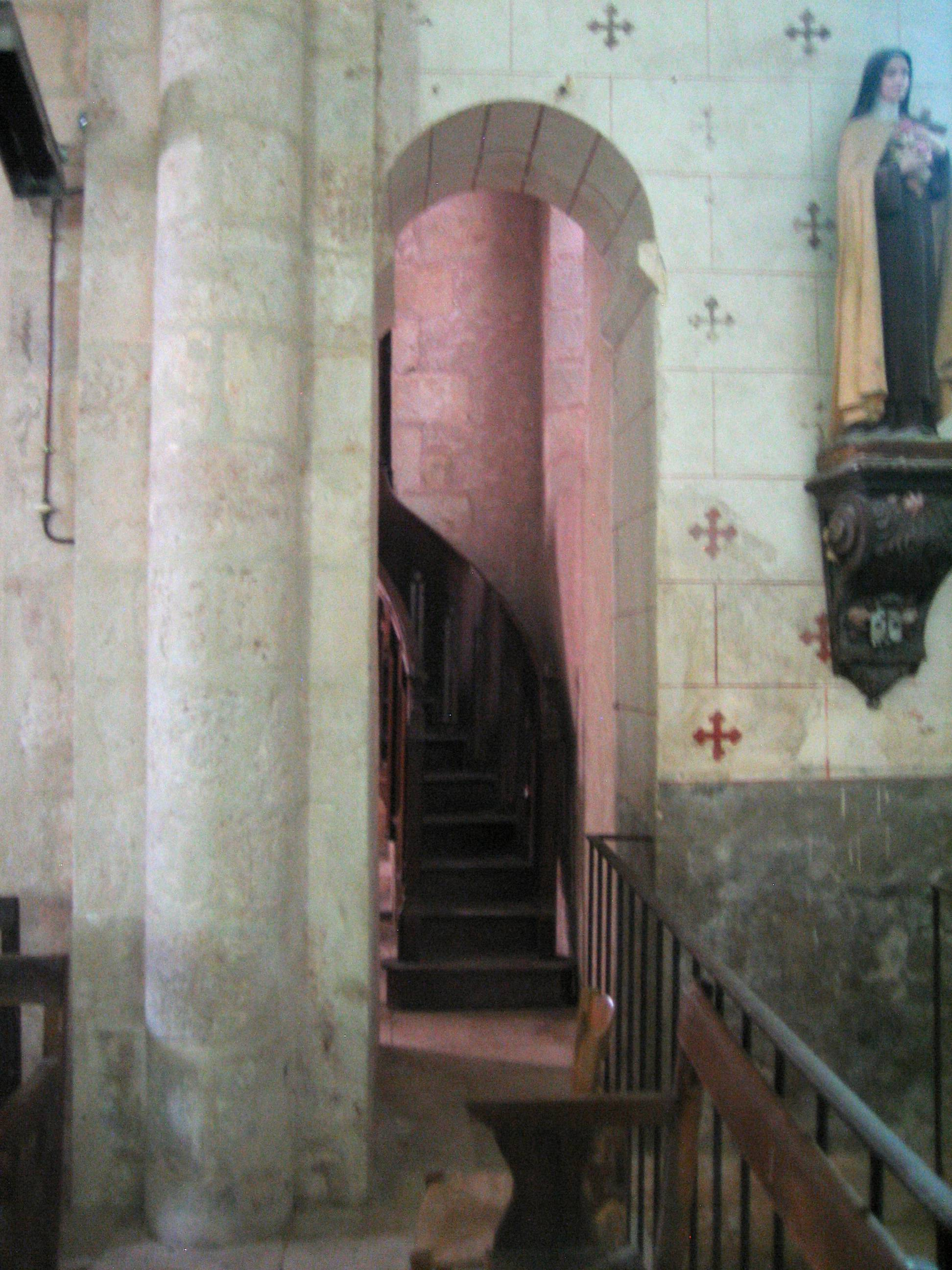
passage berrichon en l'église de Saint-Hilaire-en-Lignières.
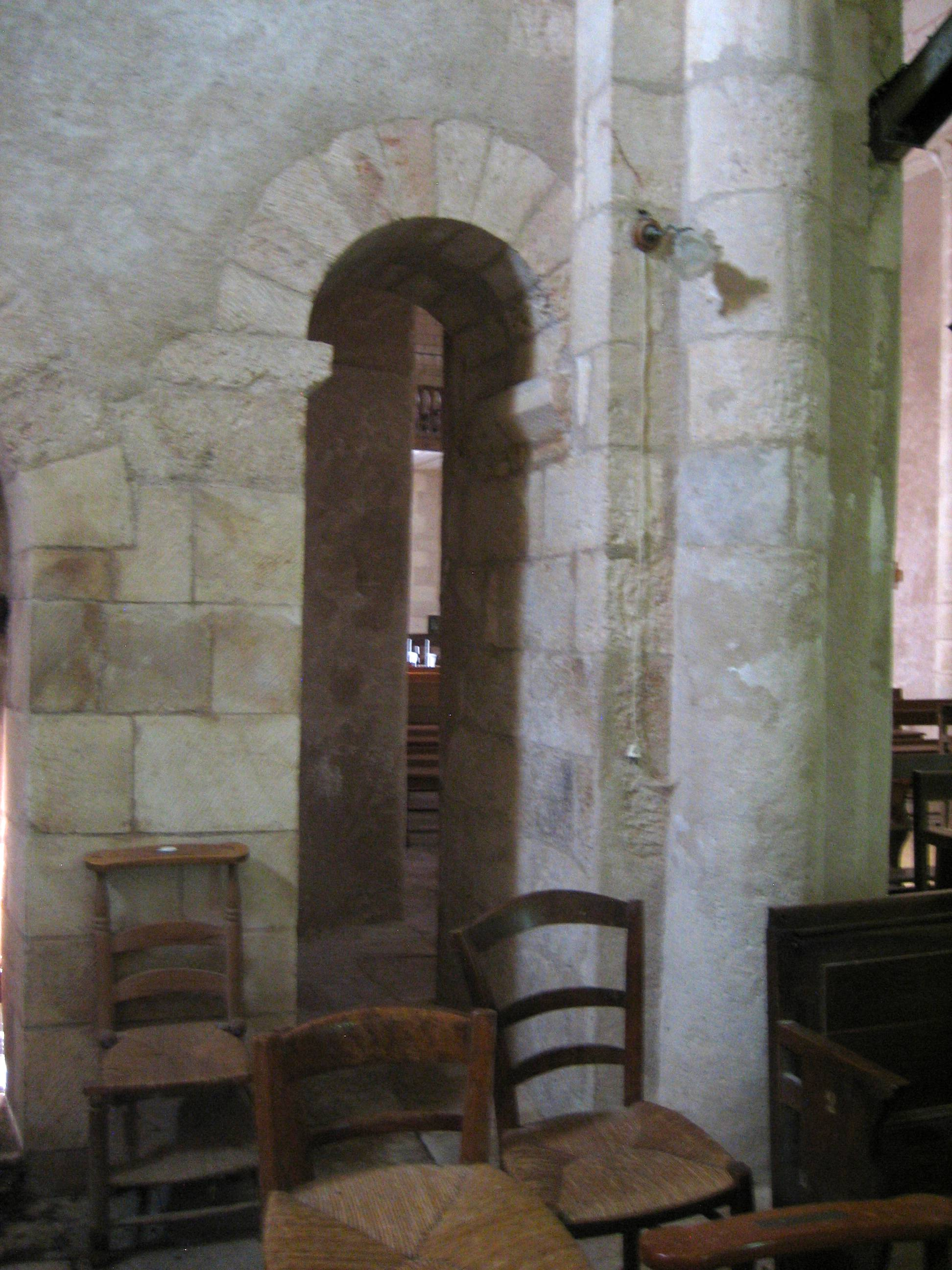
idem.

## «Secretaria»

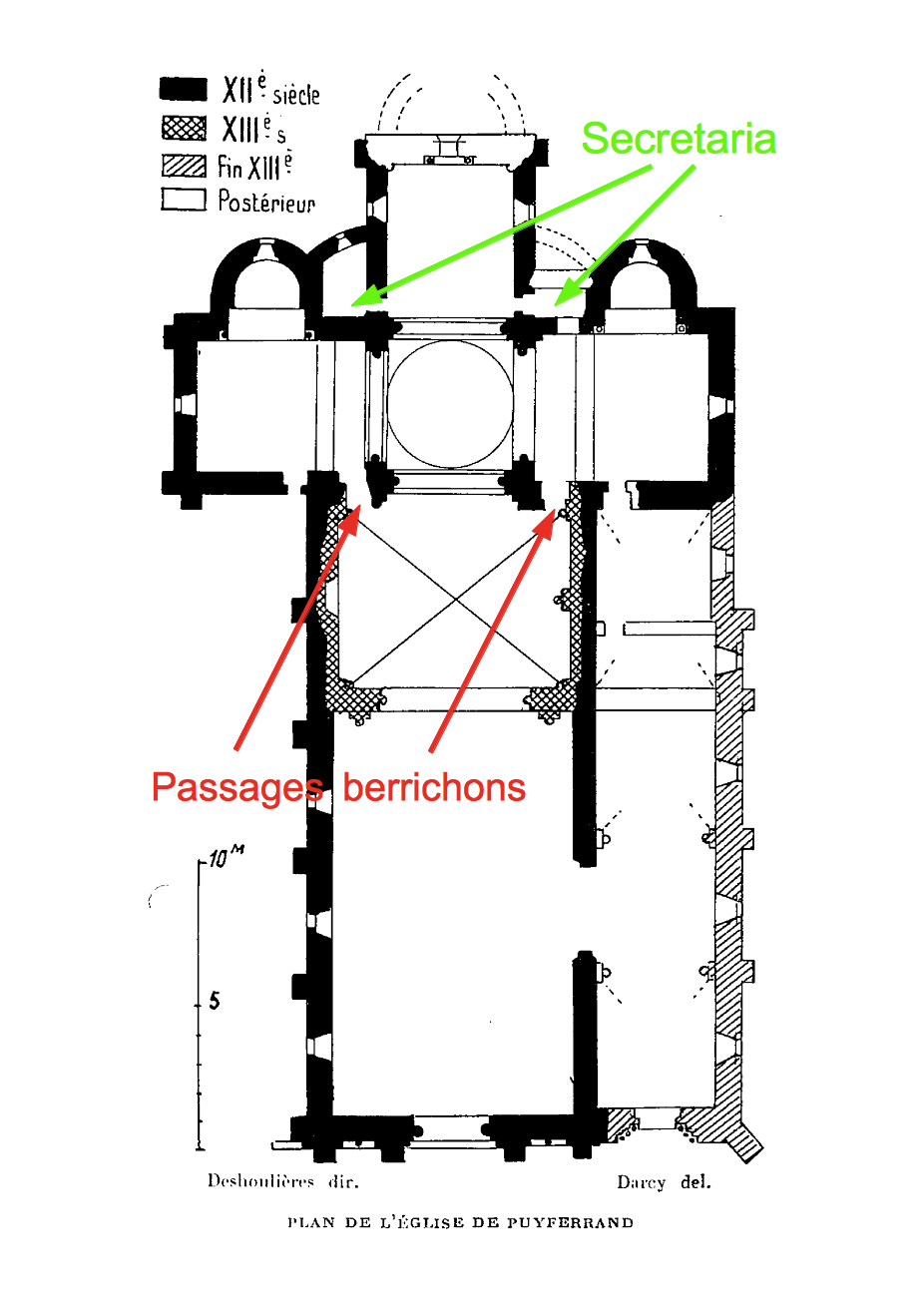
Passages berrichons et secretaria dans l'église de Puyferrand (Deshoulières)

Les absidioles et le chœur sont parfois reliés par un mur en segment de cercle qui renferme ainsi de chaque côté du sanctuaire une petite salle servant de sacristie ou de débarras. Ces locaux sont les « secretaria ».  On les  trouve en Berry aux églises du Puyferrand, d'Ineuil, de Lignières, de Saint-Hilaire-en-Lignières, de Bommiers ; une disposition analogue existe aux églises de Saint-Désiré, de La Chapelaude, de Domérat, d'Huriel et de Saint-Pierre de Montluçon.